# شریان مزانتریک فوقانی
سرخرگ روده‌بندی بالایی (انگلیسی: Superior mesenteric artery) بلافاصله در زیر سرخرگ حفره شکم (تنه سلیاک) از جلوی بخش تحتانی مهره ال۱ از آئورت شکمی جدا می‌شود. 
مجاورات این سرخرگ به شرح زیر است: از جلوی آن سیاهرگ طحالی و گردن لوزالمعده عبور می‌کنند. در خلف این سرخرگ، سیاهرگ کلیوی چپ و زائده قلابی لوزالمعده و بخش زیرین دوازدهه قرار گرفته‌اند.
سرخرگ روده‌بندی (مزانتریک) بالایی به ترتیب به شاخه‌های شریان پانکراتیکودئودنال زیرین، ژژونال و ایلئال (که این دو از سمت چپ جدا می‌شوند)و از سمت راست به سه شاخهٔ شریان کولیک میانی و شریان کولیک راست و شریان ایلئوکولیک تقسیم می شود . این شاخه ها به ایلئوم ترمینال، سکوم، کولون صعودی و دوسوم کولون عرضی خونرسانی می‌کنند.